# Églogue maritime
L'Églogue maritime est une ode de Tristan L'Hermite offerte en 1634 à la reine Henriette, épouse de Charles Ier d'Angleterre, à l'occasion d'une mission diplomatique où le poète se rend à Londres. L'édition originale de cette plaquette est perdue : le poème n'est connu que par son insertion dans le recueil des Vers héroïques (1648). L’épître dédicatoire a été conservée dans la première partie des Lettres mêlées (1642).

## Présentation

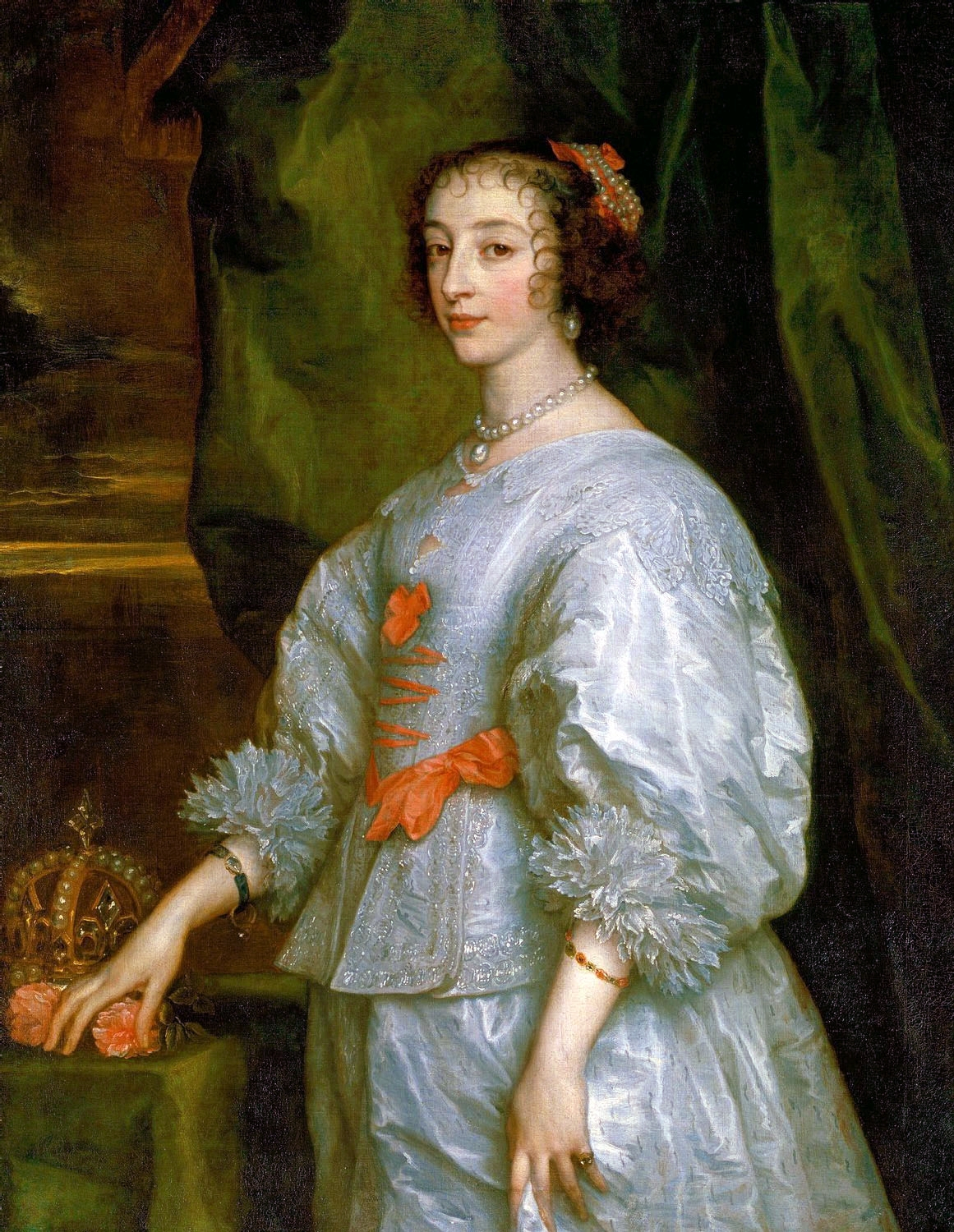
Portrait de la reine Henriette d'Angleterre (1632) par Antoine van Dyck.Royal Collection, Palais de Buckingham.

### Contexte
En 1634, Tristan L'Hermite est envoyé en mission diplomatique auprès de la reine Henriette, épouse de Charles Ier d'Angleterre. Certaines allusions, dans l'Églogue maritime, permettent de dater assez précisément son séjour en Angleterre.

### Publications
L'édition originale de cette plaquette est perdue : le poème n'est connu que par son insertion dans le recueil des Vers héroïques (1648). L’épître dédicatoire a été conservée dans la première partie des Lettres mêlées (1642).

## Analyse
Amédée Carriat voit dans La Mer, l'Églogue maritime et La Maison d'Astrée de « longs poèmes baroques ». Cette Églogue est, pour Napoléon-Maurice Bernardin, « une longue pièce de 480 vers, très supérieure à tout ce que Tristan avait encore publié ».

## Postérité
En 1925, Pierre Camo intègre l'Églogue maritime dans sa sélection de poèmes des Vers héroïques.

### Éditions modernes

#### Œuvres complètes
- Jean-Pierre Chauveau et al., Tristan L'Hermite, Œuvres complètes (tome III) : Poésie II, Paris, Honoré Champion, coll. « Sources classiques » (no 42), 2002, 736 p. (ISBN 978-2-745-30607-4)

#### Anthologies
- Pierre Camo (préface et notes), Les Amours et autres poésies choisies, Paris, Garnier Frères, 1925, XXVII-311 p.

### Ouvrages cités
- Napoléon-Maurice Bernardin, Un Précurseur de Racine : Tristan L'Hermite, sieur du Solier (1601-1655), sa famille, sa vie, ses œuvres, Paris, Alphonse Picard, 1895, XI-632 p.
- Amédée Carriat (présentation et annotations), Tristan L'Hermite : Choix de pages, Limoges, Éditions Rougerie, 1960, 264 p.
- Catherine Grisé (introduction et notes), Lettres mêlées (texte original de 1642), Genève, Librairie Droz, coll. « Textes littéraires français » (no 193), 1972, XXXVI-227 p.